# 2023年のオーストラリア
2023年のオーストラリア （2023ねんのオーストラリア）では、2023年のオーストラリアに関する出来事について記述する。

## 国王等
- 国王（イギリス国王が兼位）
  - 第7代: チャールズ3世 （2022年9月8日 - ）
- 総督
  - 第27代: デイヴィッド・ハーレイ （2019年7月1日 - ）
- 首相
  - 第31代: アンソニー・アルバニージー （オーストラリア労働党、アルバニージー内閣（英語版）：2022年5月23日 - ）
- 高等裁判所長官（英語版）
  - 第13代: スーザン・キーフェル（英語版） （2017年1月30日 - 2023年11月5日）
  - 第14代: スティーブン・ギャグラー（英語版） （2023年11月6日 - ）

## できごと

### 通年
- オーストリアにおける2019年コロナウイルス感染症の流行状況
- 2022-23年のオーストラリアの森林火災（英語版）
- 2023-24年のオーストラリアの森林火災（英語版）

### 1月
- 1月2日 - クイーンズランド州ゴールドコーストでヘリコプター同士が空中で衝突し、4人が死亡、3人が負傷[1]。
- 1月10日～16日 - 西オーストラリア放射線カプセル紛失事件
- 1月12日 - アルバニージー首相が パプアニューギニアを訪問し、同国の議会で演説[2]。
- 1月16日～29日 - 2023年全豪オープン
  - 男子ダブルスでジェイソン・クブラー（英語版）・リンキー・ヒジカタ組が優勝。

### 2月
- 2月6日 - 西オーストラリア州グレート・サザン地域のフィッツジェラルド川国立公園（英語版）で、コールソン航空のボーイング737-300が消火活動中に墜落し、2人が負傷。
- 2月26日 - 前年8月8日に亡くなったオリビア・ニュートン＝ジョンの国葬がビクトリア州メルボルンで営まれた[3]。

### 3月
- 3月10日 -  ケーリー・マキオンが女子200メートル背泳ぎで2分3秒14の世界新記録（英語版）を達成[4]。
- 3月15日
  - 2023年のNBLファイナル（英語版）でシドニー・キングスがニュージーランド・ブレイカーズを3勝2敗で破って2年連続5回目の優勝[5]。
  - 2023 ワールド・ベースボール・クラシックの準々決勝でオーストラリア代表がキューバ代表にスコア3-4で敗退[6]。

### 4月
- 4月2日 - 2023年オーストラリアグランプリ
  - 優勝はマックス・フェルスタッペン（レッドブル・レーシング）（ オランダ・ ベルギー）
  - オーストラリア人の最高はオスカー・ピアストリの8位（マクラーレン）

### 5月
- 5月16日 - ビクトリア州メルボルンでスクールバスがトラックと衝突して、少なくとも19人が負傷[7]。
- 5月19日～21日 - 第49回先進国首脳会議にアルバニージー首相が招待国として参加。

### 6月
- 6月3日 - 2023年Aリーグ・メン・ファイナルシリーズ（英語版）の決勝でセントラルコースト・マリナーズFCがメルボルン・シティFCをスコア6-1で破って10年ぶり2度目の優勝。
- 6月6日 - サッカー・プレミアリーグでアンジェ・ポステコグルーがオーストラリア人初となる同リーグの監督に就任[8]。
- 6月7日 - クイーンズランド州グレート・サンディ国立公園の沖合にあるフレーザー島の名称を先住民に古くから伝わる「クガリ」（K'gari）に変更[9]。
- 6月11日 - ニューサウスウェールズ州ハンター・バレーで結婚式の参列者を乗せた大型バスが横転する事故が発生し、10人が死亡、25人が病院に搬送[10]。
- 6月16日 - 2023年のスーパーラグビー・パシフィック（英語版）の準決勝でブランビーズがチーフスにスコア6-19で敗れて敗退。
- 6月26日～7月2日 - ニューサウスウェールズ州シドニーで2023年FIBA女子アジアカップが開催され、オーストラリア代表は4勝2敗で3位だった。

### 7月
- 7月20日～8月20日 - 2023 FIFA女子ワールドカップを開催（ ニュージーランドとの共催）
- 決勝トーナメント・準決勝でオーストラリア代表がイングランド代表にスコア1-3で敗れて敗退[11]
- 7月14日～30日 - 2023年世界水泳選手権
  - 2023年世界水泳選手権オーストラリア選手団（英語版）
  - アリアン・ティットマスが女子400メートル自由形で3分55秒38の世界新記録（英語版）を達成[12]。
  - モリー・オキャラハンが女子200メートル自由形で1分52秒85の世界新記録（英語版）を達成[13]。
  - モリー・オキャラハン、シェイナ・ジャック（英語版）、メグ・ハリス（英語版）、エマ・マキーオンが女子4×100メートルフリーリレーで3分27秒96の世界新記録（英語版）を達成
  - モリー・オキャラハン、シェイナ・ジャック（英語版）、ブリアナ・スロッセル（英語版）、エマ・マキーオンが女子4×200メートルフリーリレーで7分37秒50の世界新記録（英語版）を達成
  - ジャック・カートライト（英語版）、カイル・チャルマーズ、シェイナ・ジャック（英語版）、モリー・オキャラハンが男女混合4×100メートルフリーリレーで3分18秒83の世界新記録を達成。
- 7月29日 - ビクトリア州で飲食店で提供されたキノコ料理によって食中毒が発生し、3人が死亡[14]。

### 8月
- 8月19日 - ブリスベン・サンコープ・スタジアムで開催された2023 FIFA女子ワールドカップの3位決定戦でオーストラリア代表がスウェーデン代表にスコア0-2で敗れて4位となった[15]。
- 8月20日 - シドニーのスタジアム・オーストラリアで2023 FIFA女子ワールドカップ・決勝を開催。
- 8月19日～27日 - 2023年世界陸上競技選手権大会
  - 2023年世界陸上競技選手権オーストラリア選手団（英語版）
  - 女子棒高跳のニーナ・ケネディ（英語版）が唯一の金メダルを獲得。

### 9月
- 9月3日 - 2023年FIBAバスケットボール・ワールドカップの2次ラウンド・グループKで3位となり、大会での順位は10位となった[16]。
- 9月18日 - 中央銀行のオーストラリア準備銀行のフィリップ・ロウ（英語版）総裁が退任し、後任に初の女性となるミシェル・ブロック（英語版）が就任[17]。

### 10月

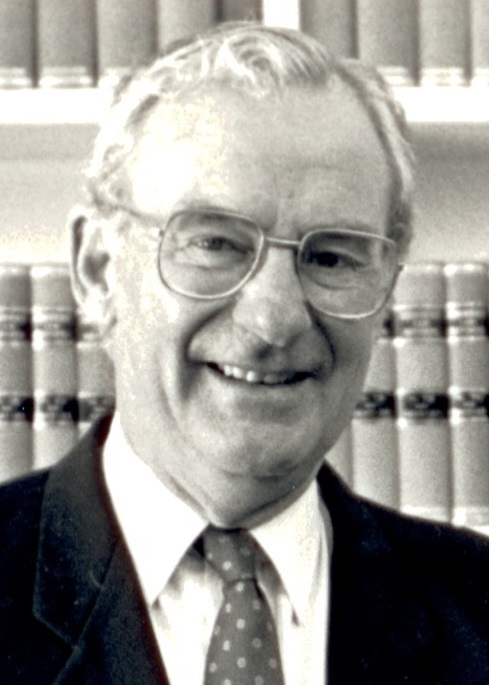
ビル・ハイドン

- 10月6日～22日 - 2023年FINA競泳ワールドカップ（英語版）
  - ケーリー・マキオンが女子50メートル背泳ぎで26秒86の世界新記録（英語版）を達成。
  - ケーリー・マキオンが女子100メートル背泳ぎで57秒33の世界新記録（英語版）を達成。
- 10月8日 - ラグビーワールドカップ2023のプールCでオーストラリア代表が2勝2敗で、同国史上初のプール戦での敗退となった[18]。
- 10月14日 - 2023年オーストラリア国民投票の先住民に関する憲法改正が約60%の反対票で否決された。
- 10月21日～22日 - 2023年のオーストラリアグランプリ (ロードレース)（英語版）
- 10月31日 - オーストラリアサッカー連盟が2030 FIFAワールドカップの招致を断念[19]。

### 11月
- 11月3日
  - 前月21日に亡くなったビル・ハイドンの国葬がクイーンズランド州イプスウィッチセント・メアリー教会（英語版）で執り行われた[20]。
  - 第16回アジア太平洋映画賞（英語版）
- 11月5日 - ビクトリア州デイルズフォード（英語版）のビアガーデンを車が暴走し、5人が死亡、4人が負傷[21]。
- 11月7日 - 競馬・2023年のメルボルンカップ（英語版）でウィズアウトアファイトが優勝（騎手：マーク・ザーラ（英語版））
- 11月8日 - 国内第2位の通信会社「オプタス」に大規模な通信障害が発生[22]。
- 11月19日
  - 2023 アジア プロ野球チャンピオンシップにオーストラリア代表が初出場し、4位だった。
  - 2023 クリケット・ワールドカップ・2023 クリケット・ワールドカップ・決勝（英語版）でオーストラリア代表がインド代表を破って2大会ぶり6度目の優勝[23]。
- 11月26日 - テニス・2023年のデビスカップ（英語版）の決勝でオーストラリアが イタリアに0-2で敗れて準優勝。
- 11月29日 - 同月15日に亡くなったジェリー・ハンド（英語版）の国葬がリッチモンド（英語版）ビクトリア州聖イグナチオ教会（英語版）で執り行われた[24]。

### 12月

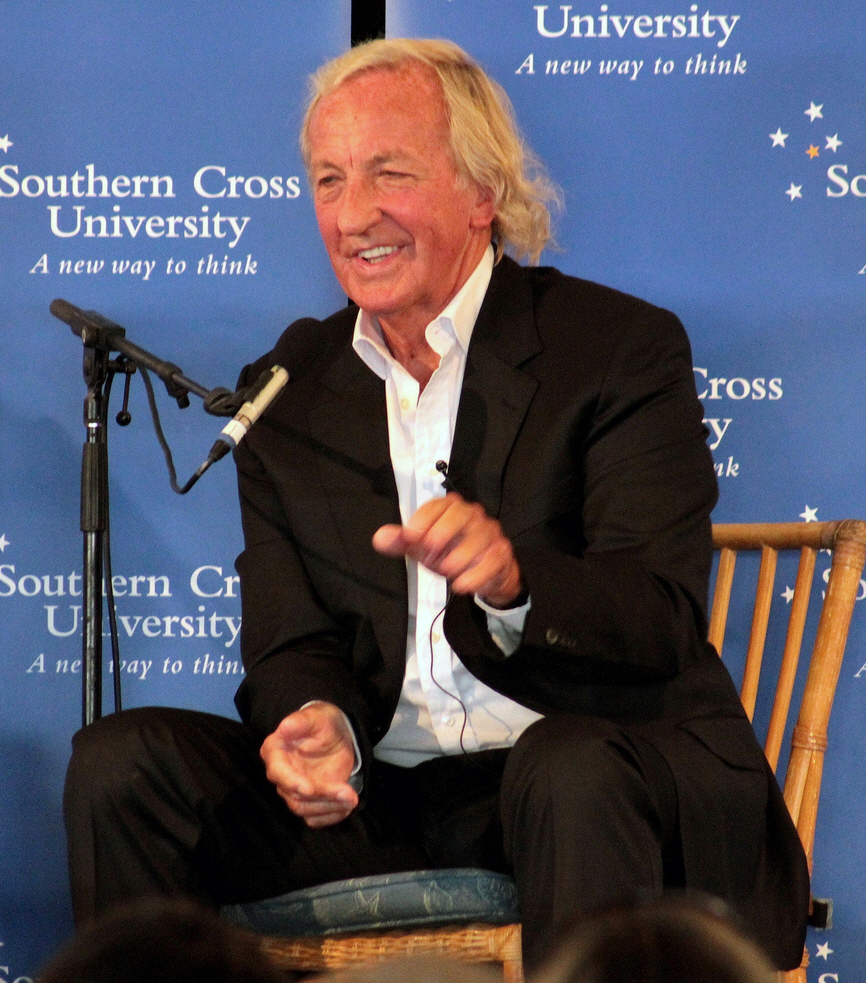
ジョン・ピルガー

- 12月12日 - AFCチャンピオンズリーグ2023/24にメルボルン・シティFCがオーストラリアから唯一出場したが、グループHで2勝3分1敗で2位となり、決勝トーナメントに進出できずに敗退。

## 周年
- 8月18日 - ベトナム戦争におけるオーストラリア軍の撤収から50年[25]。

## 死去

### 1月

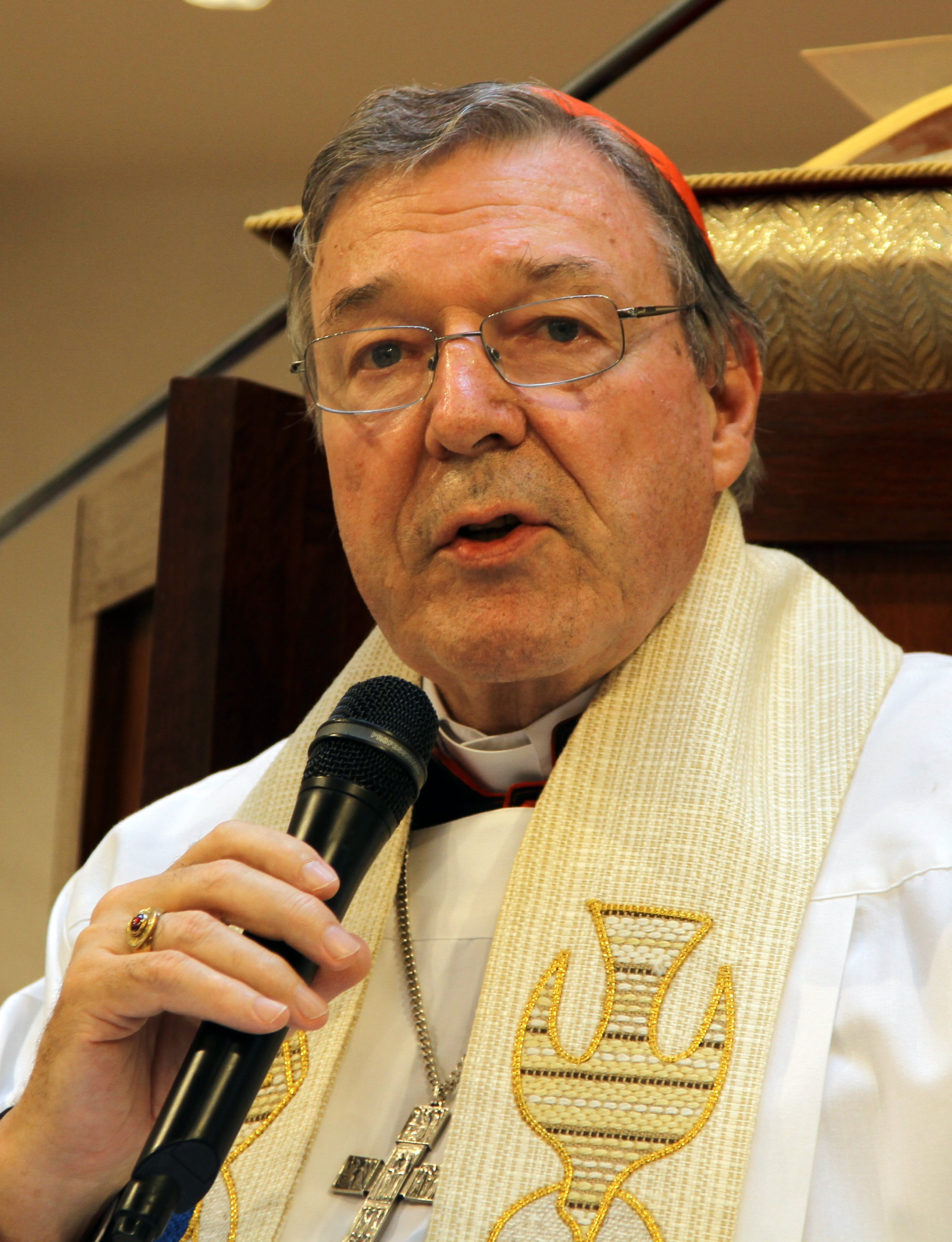
ジョージ・ペル

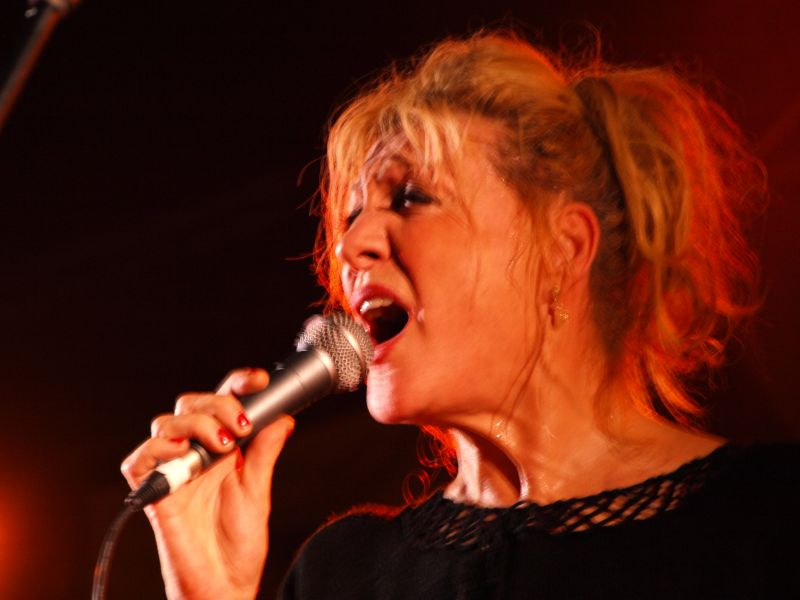
レネ・ゲイヤー

- 1月10日 - ジョージ・ペル：カトリック教会の枢機卿（* 1941年）
- 1月17日 - レネ・ゲイヤー：歌手（* 1953年）

### 2月
- 2月17日 - ジョージ・T・ミラー（英語版）：映画監督（* 1943年）

### 3月
- 3月16日 - ピーター・ハーディ（英語版）：俳優（* 1957年）* 3月20日 - テリー・ノリス（英語版）：俳優（* 1930年）
- 3月29日
  - ステュアート・ウェスト・ケリン（英語版）：政治家 (労働党)（* 1934年）
  - ジョン・ケリン（英語版）：政治家 (労働党)（* 1937年）

### 4月

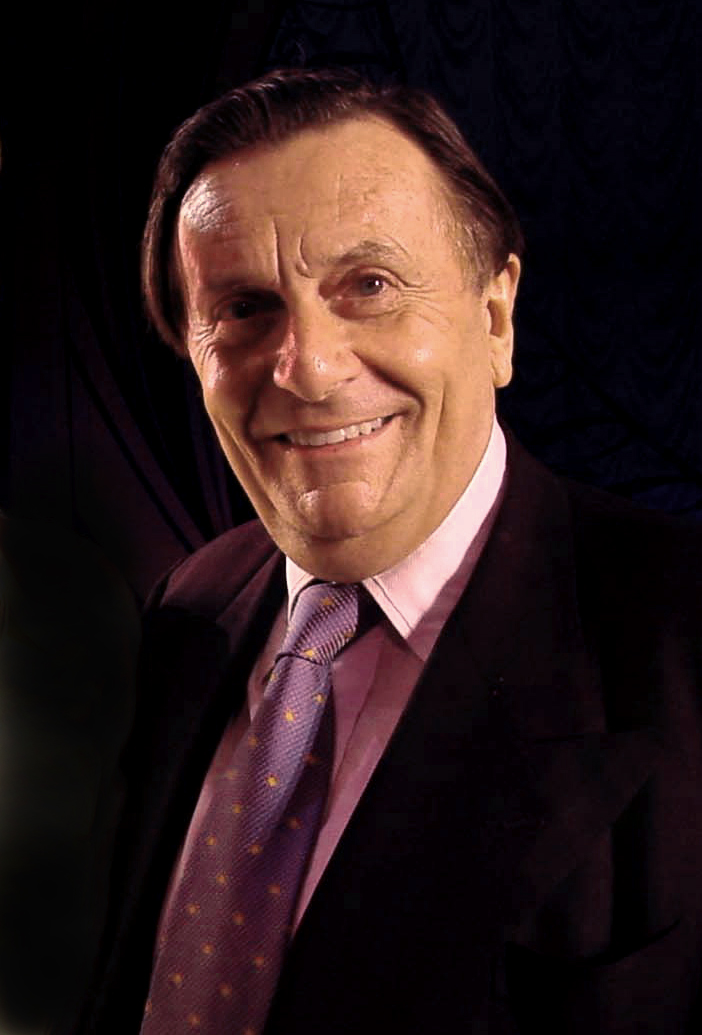
バリー・ハンフリーズ

- 4月22日 - バリー・ハンフリーズ：コメディアン、俳優（* 1934年）

### 5月
- 5月3日 - トニー・ステイリー（英語版）：政治家、自由党党首（* 1939年）

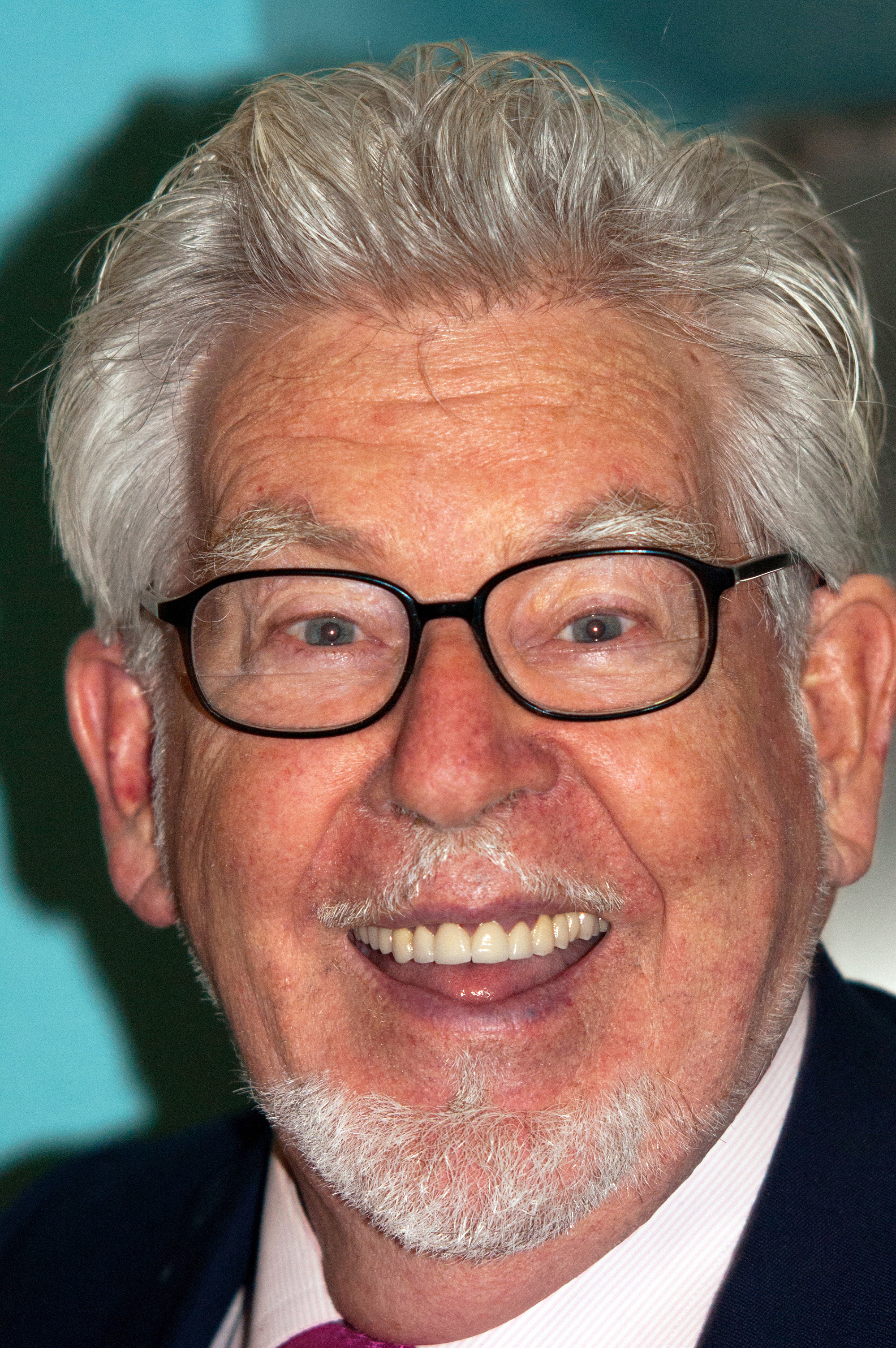
ロルフ・ハリス

- 5月12日 - オーウェン・デビッドソン：テニス選手、ダブルスで全豪と全米オープンで優勝（* 1943年）
- 5月10日 - ロルフ・ハリス：俳優、音楽家（* 1930年）
- 5月25日 - ジョイ・マキーン（英語版）：シンガーソングライター（* 1930年）

### 6月
- 6月25日 - サイモン・クリーン（英語版）：政治家、自由党党首（* 1949年）

### 7月
- 7月6日 - アッティラ・アボニー（英語版）：サッカーオーストラリア代表 (FW)（* 1946年）

### 8月
- 8月1日 - フィリップ・ベネット（英語版）：国防長官（* 1928年）
- 8月17日 - ジョン・デビット（英語版）：競泳選手 (自由形)、1956年・1960年オリンピック金メダリスト（* 1937年）

### 9月
- 9月17日 - ジョイ・チェンバーズ（英語版）：女優（* 1947年）

### 10月
- 10月17日 - ブライアン・ラングトン（英語版）：政治家 (労働党)（* 1948年）
- 10月21日 - ビル・ハイドン：政治家、第21代オーストラリア総督（* 1933年）

### 11月
- 11月10日 - ジョニー・ルッフォ（英語版）：シンガーソングライター（* 1988年）
- 11月15日 - ジェリー・ハンド（英語版）：政治家 (労働党)（* 1942年）
- 11月21日 - デール・スペンダー（英語版）：作家（* 1943年）

### 12月
- 12月10日 - マイケル・ブレイクモア（英語版）：俳優、映画監督、脚本家（* 1928年）
- 12月16日 - コリン・バージェス：ミュージシャン（* 1946年）
- 12月25日 - ビル・グレンジャー：フードライター、料理人（* 1969年）
- 12月30日 - ジョン・ピルガー：ジャーナリスト、作家、ドキュメンタリー映画監督（* 1939年）
- 12月31日 - メリッサ・ホスキンス（英語版）：自転車競技選手（* 1991年）